# Mike Perry (DJ)
Mikael Mats Robert Persson (Skövde; 24 de junio de 1983), conocido por su nombre artístico Mike Perry, es un DJ, remezclador y productor discográfico sueco. Es mejor conocido por su sencillo de 2016 «The Ocean», con la voz de Shy Martin, que alcanzó el puesto número 1 en la lista de sencillos suecos, Sverigetopplistan. Otras canciones populares de Perry son «Inside The Lines», «Stay Young» y «Hands».

## Carrera

### 2012–2015: Comienzos
En 2007, Perry lanzó "Psycadelic" con Stephan M.  En 2012, Perry lanzó "Put Me Up", una producción de música electrónica de baile en el sello Mark Brown, y publicada en CR2 Records.   A esto le siguió una colaboración con Cecilia Axeland llamada "We Don't Sleep in the Night"  así como "Whompin" con Filip Jenven.  En 2013, Perry comenzó a lanzar música en un estilo de "sala grande".  También en 2013, "Push & Play" de Miriam Bryant fue remezclada por Filip Jenven y Mike Perry.  Perry lanzó varias piezas musicales entre 2013 y 2016. 

### 2016: Gran éxito con «The Ocean»
Después de tocar una canción llamada " The Ocean ",  Sony Music Entertainment lo contrató para su sello.  El 15 de abril de 2016 se lanzó la canción, con la voz de Shy Martin. La canción alcanzó el puesto número 1 en la lista de sencillos suecos, llegando también al Top 10 en Austria, Finlandia, Alemania, Países Bajos, Noruega, Polonia y Suiza, así como al Top 20 en Australia, Bélgica, Dinamarca, Francia e Irlanda, así como al Top 40 en Italia, Nueva Zelanda, Portugal y Reino Unido . 
El siguiente sencillo "Inside the Lines" fue lanzado el 21 de octubre de 2016.  La canción cuenta con la voz de Casso y alcanzó el número 19 en Finlandia y el número 25 en Suecia.  Su tercer lanzamiento de tropical house en 2016 fue el tema "Touching You Again".  Fue producido con los recién llegados Hot Shade y Jane XØ, así como con la cantante Phoebe Ryan .  El 15 de mayo de 2017, Perry anunció su próximo sencillo " Hands ", con la cantante estadounidense Sabrina Carpenter y la banda de chicos británica The Vamps, que se lanzó a finales de mes. 
Perry lanzó más sencillos en 2018, incluidos "California", con Hot Shade y Karlyn y "Don't Hide" con Willemijn May, que ocuparon los puestos 35 y 31 en las listas suecas respectivamente.
El 18 de enero de 2019, Perry lanzó "Runaway", alcanzando la posición número 1 en Estados Unidos, Chile y Hungría . 
En 2019, Perry lanzó el sencillo "Changes" con sus compañeros DJ Ten Times y Dmitri Vangelis y Wyman con la voz de The Companions, que alcanzó el número 65 en Suecia.